# 女占い師 (ヴァランタン)
『女占い師』（おんなうらないし、仏: La Diseuse de bonne aventure、英: The Fortune Teller）は、17世紀フランスの画家ヴァランタン・ド・ブーローニュが1626-1628年にキャンバス上に油彩で制作した風俗画である。当時の風俗画としては代表的な主題である「ジプシーの女占い師」を採りあげている。1683年以前にルイ14世のコレクションに入り、かつてヴェルサイユ宮殿の「王の間」を飾っていたが、1814年以来、パリのルーヴル美術館に所蔵されている。

## 作品
ヴァランタン・ド・ブーローニュは23歳ごろにローマに赴き、以降フランスに帰ることはなかった。彼は、イエス・キリストや聖人だけでなく、無名の人々でさえも絵画の題材になるということをイタリア・バロック絵画の先駆者カラヴァッジョから学んだ。ヴァランタンはまた、画面に劇的な効果を与える強い明暗表現もカラヴァッジョから学んでいる。彼はカラヴァッジョ派の最も重要な画家の1人である。

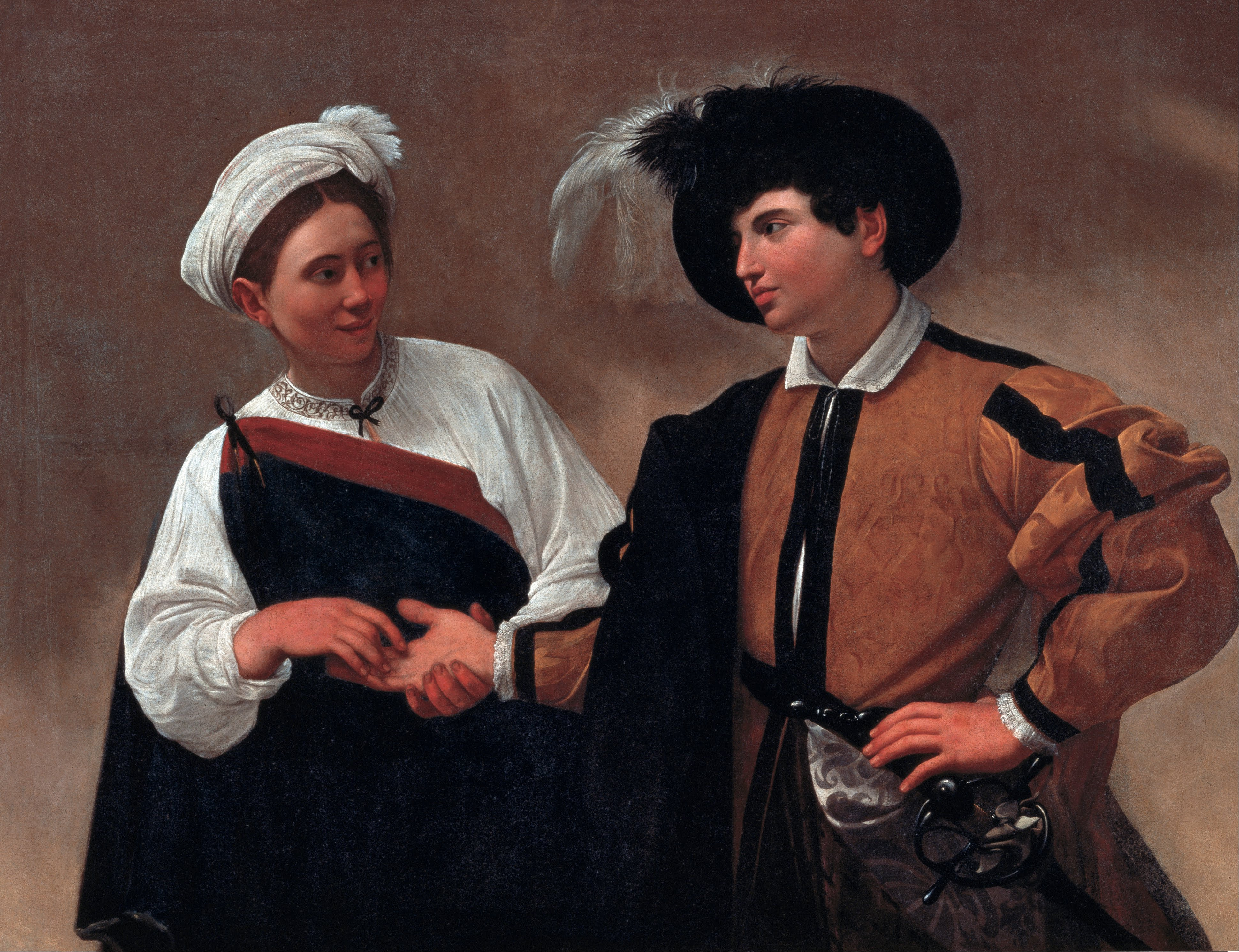
カラヴァッジョ『女占い師』 (1594年ごろ)、カピトリーノ美術館、ローマ

この絵画の主題と設定はカラヴァッジョの作例に由来する。しかし、カラヴァッジョの追随者たちがバーレスク (有名な作品の戯画化) 的なものを探求したのに対し、ヴァランタンは人々に尊厳、そして憂鬱な悲しみさえ与えており、それが絵画の雰囲気を変貌させている。とりわけ、女占い師と顧客という2人の中心人物の真剣さ、そして背景で頬杖をついている若い男の真剣さが目につくが、頬杖を突くポーズは憂鬱を表す伝統的ポーズである。画家は、憂鬱な雰囲気を出すために青灰色を中心に寒色系の調和でまとめ、ところどころ赤色のアクセントを用いている。
画面で顧客の手相を見つつ、彼を騙している女占い師は自身も騙されている。彼女は、左側の背後から現れる手でポケットの財布 (または鶏) を盗みだされるところであるが、その財布もまた盗品である。画面反対の右側に、ヴァランタンは2人の楽士を描いている。17世紀初めのローマのスラム街で一般的であったギターを弾く奏者と、この場では意外な楽器であるハープを弾く奏者である。ハープはおそらく象徴的な意味合いを持つ。実際、1640年ごろに著された楽器に関する論文で、ピエール・トリシェ (Pierre Trichet) は、ハープが盗みと関連づけられると特定化している。比喩的にハープを弾くことは盗みを働くことと解釈されるのである。
この絵画で何よりも重要なことは、ヴァランタンが登場人物たちの夢や疑問に対し、現実への注意を促していることである。彼の作品が「絵画において『人間性』をもっとも深く追求したものの1つ」と、研究者ジャック・テュイリエにいわれる理由はここにあると考えられる。本作は、間違いなく画家の晩年の傑作のうちに数えられる。